# Manuel Meana
Manuel Meana (Gijón, 21 ottobre 1901 – 1º agosto 1985) è stato un calciatore spagnolo, di ruolo centrocampista.

## Carriera

### Nazionale
Ha collezionato sette presenze con la propria Nazionale.